# Lunania sauvallei
Lunania sauvallei är en videväxtart som beskrevs av August Heinrich Rudolf Grisebach. Lunania sauvallei ingår i släktet Lunania och familjen videväxter. Inga underarter finns listade i Catalogue of Life.